# Protaetia vietnamica
Protaetia vietnamica är en skalbaggsart som beskrevs av Miksic 1984. Protaetia vietnamica ingår i släktet Protaetia och familjen Cetoniidae. Inga underarter finns listade i Catalogue of Life.